# Llei 10/2007, de 20 de març, de règim econòmic matrimonial valencià
La Llei 10/2007, de 20 de març, de règim econòmic matrimonial valencià va ser una llei ordinària d'actuació en el territori valencià tombada el 2016 (Sentència 82/2016) pel Tribunal Constitucional ser considerada inconstitucional. Regulava les relacions econòmiques que suposa el matrimoni, com són els assumptes de la separació de béns. Un dels canvis significatius de la llei era que possibilitava el compartir els béns (la figura coneguda com a "germania"). Entrà en efecte a partir del 2008.

## Continguts de la llei
Conté quatre títols, contant el preàmbul.
El títol "Disposicions comunes del règim econòmic matrimonial valencià" tracta sobre les disposicions generals sobre el règim econòmic matrimonial valencià, fent èmfasi en el caràcter supletori que té el règim de separació de béns en comparació al caràcter supletori que ostenta en el Codi Civil el règim de guanys. També tracta "el principi d'igualtat, les càrregues del matrimoni, les disposicions referides a la llar habitual, de la família, així com la carta de noces o capitulacions matrimonials, entre altres".
El següent títol explica què és la germania i com executar-la i dissoldre-la. L'article 38 diu així:
“La germania és una comunitat conjunta o de mancomú de béns, pactada entre els esposos en carta de noces o capitulacions matrimonials abans de contraure matrimoni, en ocasió d'aquest, o bé en qualsevol moment amb posterioritat, modificant o complementant aquelles. El caràcter agermanat dels béns podrà igualment fer-se constar en el document públic de la seua adquisició, sense necessitat d'atorgar o modificar la carta de noces o capitulacions matrimonials. 2. Com la resta de béns del matrimoni, els béns agermanats estan principalment afectes l'alçament de les càrregues del matrimoni”
El tercer títol explica que la separació de béns és el règim per defecte, en la que es segueix el principi de "responsabilitat patrimonial individual de cada cònjuge".
Finalment hi ha una disposició addicional, una disposició transitòria i quatre disposicions finals.
L'àmbit d'aplicació és a tot veí del territori valencià a partir de l'entrada en vigor de la llei. Així i tot, la llei no aclareix quina llei s'aplica en cas de matrimoni de persones de distint veinatge.

## Història
A partir de la reforma de l'Estatut d'Autonomia de la Comunitat Valenciana (Llei orgànica 1/2006, de 10 d'abril), el govern valencià tractà de crear un codi civil valencià, amb inspiració foral. Una de les lleis creades amb aquest objectiu fou aquesta. La reforma de l'Estatut suposava que la comunitat autònoma valenciana assumia "plenament la competència exclusiva per a legislar en matèria de dret civil".
La Mesa de les Corts Valencianes acordà el 7 de novembre de 2006 la proposició de llei presentada pel Partit Popular de la Comunitat Valenciana. Per Resolució 282/VI, el Ple de les Corts Valencianes aprovà el 30 de gener de 2007 ((BOCV núm. 260, de 12 de febrer de 2007). El 22 de desembre de 2006, el Consell adoptà un criteri favorable al respecte per, segons el Consell, recuperar l'històric règim matrimonial. Presentaria esmenes el Partit Popular de la Comunitat Valenciana, el PSOE-PSPV, Esquerra Unida-Els Verds-Esquerra Valenciana: Entesa.
La llei va ser modificada per la Llei 8/2009, d'11 de novembre. Es canviaren els Arts. 27.2 i 30 (del títol que parla de la carta de núpcies o capitulacions matrimonials) perquè es referia al dret de successions.
Moltes persones casades no sabien sobre la llei i per això el Col·legi de Registradors de la Propietat de la Comunitat Valenciana creà una guia gratuïta informant-ne. Durant el 2009 solament un 3% de les parelles casades van registrar el règim de compartir els béns.
L'efecte de la llei començà l'1 de gener de 2008. El 2014, l'aplicació de la llei estava normalitzada.
L'efecte de la llei acabà el 31 de maig de 2016 per la Sentència del Tribunal Constitucional que anul·là la llei per inconstitucional. Fins eixe moment, 250.000 valencians van contraure matrimoni en règim de separació de béns.
La inconstitucionalitat es basa en el fet que la Comunitat Valenciana no té la competència per a legislar en matèria del règim econòmic matrimonial. La cancel·lació de la llei suposà un retrocés en la creació d'un codi civil valencià. Aquesta cancel·lació, junt a d'altres lleis que feien un codi civil valencià, constaten, segons Javier Barceló Doménech, que la competència donada per l'Estatut valencià del 2006 per a crear un codi civil valencià propi és una competència buida de continguts. El límit a la creació d'un codi civil valencià són la creació de lleis sense antecedent històric de quan era règim foral, de manera que lleis creades fora d'eixa tradició són inconstitucionals.